# 상주시의 시내버스
상주시의 시내버스는 경상북도 상주시를 중심으로 운행하는 버스를 이용한 대중교통 수단으로, 운수업체로는 상주여객이 유일하다. 2017년 9월 30일부터 노선번호와 LED전광판 운영을 하고 있다.

## 운임
2011년 9월 1일부터 교통카드제를 실시함과 동시에 무료환승제를 도입하며, 하차 후 30분 내 1회 환승이 가능하였다.
2012년 4월 1일부터 무료환승제가 하차 후 60분 내 1회로 변경되어 오늘에 이른다.
현재 요금표는 2011년 9월 1일 기준이며, 시계 외로 통행할 경우 km당 107.84원이 지불된다. 추가요금은 다음과 같다.
- 상주-황간 3,000원
- 상주-거동-용포-선산 2,600원
- 상주-낙동-선산 3,000원
- 상주-점촌 2,000원
- 상주-안계/비안 3,000원

| 종류 | 나이                    | 현금 (원) | 카드 (원) |
| ---- | ----------------------- | --------- | --------- |
| 일반 | 어른 (만 19세 이상)     | 1300      | 1200      |
| 일반 | 청소년 (만 13세 ~ 18세) | 1000      | 900       |
| 일반 | 어린이 (만 7세 ~ 12세)  | 700       | 600       |
| 좌석 | 어른 (만 19세 이상)     | 1600      | 1500      |
| 좌석 | 청소년 (만 13세 ~ 18세) | 1400      | 1300      |
| 좌석 | 어린이 (만 7세 ~ 12세)  | 850       | 750       |